# Ширвинтос
 Тази статия е за града в Литва.  За общината вижте Ширвинтос (община).  
Ширвинтос (на литовски: Širvintos) е град в югоизточна Литва, административен център на община Ширвинтос във Вилнюски окръг. Населението му е около 6 200 души (2013).
Разположен е на 252 метра надморска височина в Източноевропейската равнина, на река Ширвинта, чието име носи, и на 42 километра северозападно от центъра на Вилнюс. Селището се споменава за пръв път през 1475 година.